# Mistrovství Evropy v zápasu ve volném stylu 1978
Mistrovství Evropy v zápasu ve volném stylu mužů 1978 proběhlo v Sofii (Bulharsko). 

## Muži
| Kategorie | Zlato                                                  | Stříbro                    | Bronz                     |
| --------- | ------------------------------------------------------ | -------------------------- | ------------------------- |
| −48 kg    | Magomedzapir Kazakbijev (URS)RUS Stojan Stojanov (BUL) | Gheorghe Rașovan (ROU)     | Mihály Gyulai (HUN)       |
| −52 kg    | Nermedin Selimov (BUL)                                 | Telman Pašajev (URS)AZE    | Władysław Stecyk (POL)    |
| −57 kg    | Buzaj Ibragimov (URS)RUS                               | Aurel Neagu (ROU)          | Ivan Cočev (BUL)          |
| −62 kg    | Micho Dukov (BUL)                                      | Sajpulla Absaidov (URS)RUS | Zoltán Szalontai (HUN)    |
| −68 kg    | Ivan Jankov (BUL)                                      | Ihaku Gajdarbekov (URS)RUS | Dariusz Ćwikowski (POL)   |
| −74 kg    | Petru Marta (URS)MDA                                   | Marin Pîrcălabu (ROU)      | Reşit Karabacak (TUR)     |
| −82 kg    | Šukri Ljutviev (BUL)                                   | Adolf Seger (FRG)          | Tiberiu Seregelyi (ROU)   |
| −90 kg    | Uwe Neupert (GDR)                                      | Ivan Ginov (BUL)           | Vladimir Batnija (URS)RUS |
| −100 kg   | Levan Tedyjašvili (URS)GEO                             | Mehmet Güçlü (ROU)         | Vasile Pușcașu (ROU)      |
| +100 kg   | Boris Bigajev (URS)RUS                                 | József Balla (HUN)         | Marin Gerčev (BUL)        |